# 9077 Ildo
A 9077 Ildo (ideiglenes jelöléssel 1994 NC) a Naprendszer kisbolygóövében található aszteroida. Farra d'Isonzo fedezte fel 1994. július 3-án.